# ادوارد جرباشیان
ادوارد مکرتچی جرباشیان (ارمنی: Էդվարդ Մկրտչի Ջրբաշյան؛ زادهٔ ۲۳ سپتامبر ۱۹۲۳ – درگذشته ۱۰ اوت ۱۹۹۹) نویسنده، منتقد ادبی و استاد دانشگاه دولتی ایروان اهل ارمنستان بود. وی مدیر انستیتو ادبی آبقیان فرهنگستان ملی علوم ارمنستان بود. او به خاطر آثار متعددش دربارهٔ شاعر ملی ارمنستان، هوهانس تومانیان، مورد توجه قرار گرفته است.

## زندگی‌نامه
وی در ۲۳ سپتامبر ۱۹۲۳ در ایروان به دنیا آمد و از دانشگاه دولتی ایروان فارغ‌التحصیل شد. وی عضو فرهنگستان ملی علوم ارمنستان بود. عضو حزب کمونیست اتحاد شوروی بود. عضو اتحادیه نویسندگان اتحاد شوروی بود. وی همچنین برندهٔ جوایزی همچون نشان جنگ میهنی (درجه یک) ()، نشان ستاره سرخ () و نشان پرچم سرخ کار () شده است. وی در ۱۰ اوت ۱۹۹۹ در سن ۷۵ سالگی در ایروان درگذشت.